# Elecciones de Diputados en la cuarta circunscripción de México en 2024
Las elecciones a la Cámara de Diputados de México de 2024 son parte de las elecciones que se celebraron en México el 2 de junio de 2024 en las que se renovaron todos los cargos federales de elección popular: presidencia de la República, senadurías y diputaciones federales; así como diversos cargos de carácter local: gubernaturas, congresos locales y presidencias municipales o alcaldías.
En este proceso se elegirán las 500 diputaciones federales de la cámara baja del Congreso de la Unión, a iniciar su mandato el 1 de agosto de 2024; 
- Elegidos en los 300 distritos federales, por mayoría simple y
- Nombrados por los partidos mediante el principio de representación proporcional a partir de las listas (plurinominales o "pluris") de cada partido, 40 en cada una de las cinco circunscripciones para un total de 200.

Todos los puestos son elegidos para un periodo de tres años con posibilidad de reelección por hasta tres periodos consecutivos adicionales. Ningún partido podrá tener más de 300 diputaciones en la cámara baja. El INE declaró formalmente iniciado el proceso el 7 de septiembre de 2023.
El INE ha implementado iniciativas inéditas, tales como permitir el sufragio a personas en prisión preventiva, habilitar el voto anticipado y expandir el voto de ciudadanos mexicanos residentes en el extranjero a través de tres diferentes modalidades.
|  |  |  |  |  |  |  |  |  |  |  |

(25 731 245 hab. 61 distritos)
- Ciudad de México 22 distritos
- Guerrero 9 distritos
- Hidalgo 7 distritos
- Morelos 5 distritos
- Puebla 16 distritos
- Tlaxcala 3 distritos

## Resultados generales
|  | 0 % |

|  | 0 % |

|  | 0 % |

|  | 0 % |

|  | 0 % |

|  | 0 % |

|  | 0 % |

|  | 0 % |

|  | 0 % |

## Ciudad de México
| Distrito | Nombre                    | Partido | Distrito | Nombre                              | Partido |  |
| -------- | ------------------------- | ------- | -------- | ----------------------------------- | ------- |  |
| 1        | César Cravioto Romero     |         | 12       | Mónica Elizabeth Sandoval Hernández |         |  |
| 2        | José Benavides Castañeda  |         | 13       | Francisco Javier Sánchez Cervantes  |         |  |
| 3        | Gabriela Jiménez Godoy    |         | 14       | Carlos Hernández Mirón              |         |  |
| 4        | Dolores Padierna Luna     |         | 15       | Federico Döring Casar               |         |  |
| 5        | Carlos Ulloa Pérez        |         | 16       | Carina Piceno Navarro               |         |  |
| 6        | Daniel Campos Plancarte   |         | 17       | Carlos Arturo Madrazo Silva         |         |  |
| 7        | Guillermo Rendón Gómez    |         | 18       | Gabriel García Hernández            |         |  |
| 8        | Ana María Lomeli Robles   |         | 19       | Héctor Saúl Téllez Hernández        |         |  |
| 9        | Rigoberto Salgado Vázquez |         | 20       | Ana Karina Rojo Pimentel            |         |  |
| 10       | Margarita Zavala          |         | 21       | José Carlos Acosta Ruiz             |         |  |
| 11       | Elena Segura Trejo        |         | 22       | Marisela Zúñiga Cerón               |         |  |

## Guerrero
| Distrito | Nombre                               | Partido |
| -------- | ------------------------------------ | ------- |
| 1        | Celeste Mora Eguiluz                 |         |
| 2        | Yoloczin Domínguez Serna             |         |
| 3        | Ma. del Carmen Cabrera Lagunas       |         |
| 4        | Javier Taja Ramírez                  |         |
| 5        | Gerardo Olivares Mejía               |         |
| 6        | Carmen Nava García                   |         |
| 7        | Carlos Sánchez Barrios               |         |
| 8        | Marco Antonio de la Mora Torreblanca |         |

## Hidalgo
| Distrito | Nombre                  | Partido |  |
| -------- | ----------------------- | ------- |  |
| 1        | Daniel Andrade Zurutuza |         |  |
| 2        | Yamile Salomón Durán    |         |  |
| 3        | Tatiana Ángeles Moreno  |         |  |
| 4        | Alma de la Vega Sánchez |         |  |
| 5        | Viridiana Cornejo Gómez |         |  |
| 6        | Ricardo Crespo Arroyo   |         |  |
| 7        | Mirna Rubio Sánchez     |         |  |

## Morelos
| Distrito | Nombre                       | Partido |
| -------- | ---------------------------- | ------- |
| 1        | Sandra Anaya Villegas        |         |
| 2        | Ariadna Barrera Vázquez      |         |
| 3        | Cindy Winkler Trujillo       |         |
| 4        | Juan Ángel Flores Bustamante |         |
| 5        | Agustín Alonso Gutiérrez     |         |

## Puebla
| Distrito        | Nombre                     | Partido | Distrito    | Nombre                   | Partido |
| --------------- | -------------------------- | ------- | ----------- | ------------------------ | ------- |
| 1 Huauchinango  | Karina Pérez Popoca        |         | 9 Puebla    | Antonio Gali López       |         |
| 2 Zacatlán      | Fatima Cruz                | Morena  | 10 Cholula  | Karina Pérez Popoca      | Morena  |
| 3 Teziutlán     | Marilyn Ballesteros        | Morena  | 11 Puebla   | Antonio López            | Morena  |
| 4 Libres        | Juan González              | Morena  | 12 Puebla   | Nora Merino              | Morena  |
| 5 Texmelucan    | Vianey Garcia              | Morena  | 13 Atlixco  | Mario Carrillo           | Morena  |
| 6 Puebla        | Alejandro Carvajal Hidalgo | Morena  | 14 Izúcar   | Eduardo Castillo         | Morena  |
| 7 Tepeaca       | Claudia Rivera Vivanco     | Morena  | 15 Tehuacán | Rosario Orozco Caballero | Morena  |
| 8 Chalchicomula | Ignacio Mier               | Morena  | 16 Ajalpan  | Adolfo Cantú             | Morena  |

## Tlaxcala
| Distrito | Nombre                    | Partido |
| -------- | ------------------------- | ------- |
| 1        | Alejandro Aguilar López   |         |
| 2        | Raymundo Vázquez Conchas  |         |
| 3        | Irma Yordana Garay Loredo |         |

## Diputaciones plurinominales
| Circunscripción | Nombre                         | Partido |
| --------------- | ------------------------------ | ------- |
| Cuarta (CdM)    | Kenia López Rabadán            |         |
| Cuarta (CdM)    | Jorge Romero Herrera           |         |
| Cuarta          | Liliana Ortiz Pérez            |         |
| Cuarta          | Rodrigo Miranda Berumen        |         |
| Cuarta (Puebla) | Genoveva Huerta Villegas       |         |
| Cuarta          | Adrián Martínez Terrazas       |         |
| Cuarta          | Mariana Jiménez Zamora         |         |
| Cuarta          | Asael Hernández Cerón          |         |
| Cuarta          | Xitlalic Ceja García           |         |
| Cuarta          | Israel Betanzos Cortés         |         |
| Cuarta (Puebla) | Nadia Navarro Acevedo          |         |
| Cuarta          | Carlos Gutiérrez Mancilla      |         |
| Cuarta          | Reginaldo Sandoval Flores      |         |
| Cuarta          | Magdalena Núñez Monreal        |         |
| Cuarta          | Felipe Miguel Delgado Carrillo |         |
| Cuarta          | Nayeli Fernández Cruz          |         |
| Cuarta          | Ricardo Madrid Pérez           |         |
| Cuarta          | Celia Esther Fonseca Galicia   |         |
| Cuarta (CdM)    | Claudia Ruiz Massieu Salinas   |         |
| Cuarta          | Juan Ignacio Zavala Gutiérrez  |         |
| Cuarta          | Amancay González Franco        |         |
| Cuarta          | Gibrán Ramírez Reyes           |         |
| Cuarta (CdM)    | Ifigenia Martínez              |         |
| Cuarta (CdM)    | Cuauhtémoc Blanco              |         |
| Cuarta          | Maiella Gómez Maldonado        |         |
| Cuarta          | Arturo Olivares Cerda          |         |
| Cuarta (CdM)    | Julieta Vences Valencia        |         |
| Cuarta          | Jaime López Vela               |         |
| Cuarta          | Maribel Solache González       |         |
| Cuarta          | Daniel Asaf Manjarrez          |         |
| Cuarta          | Eunice Abigaíl Mendoza Ramírez |         |
| Cuarta (CdM)    | Julio César Moreno Rivera      |         |
| Cuarta (CdM)    | Olga Sánchez Cordero           |         |
| Cuarta (CdM)    | Sergio Mayer                   |         |
| Cuarta          | María Teresa Ealy Díaz         |         |
| Cuarta          | Carlos Castillo Pérez          |         |
| Cuarta          | Mónica Fernández César         |         |
| Cuarta          | Jesús Valdés Peña              |         |
| Cuarta (CdM)    | María Rosete Sánchez           |         |
| Cuarta          | Manuel Vázquez Arellano        |         |